# Sardine
Sardina pilchardus
Pour les articles homonymes, voir Sardine (homonymie).
Genre
Espèce
Statut de conservation UICN

 LC  : Préoccupation mineure
La sardine (Sardina pilchardus) est une espèce de poissons de la famille des Alosidae (qui comprend également l'alose). Selon la région, elle prend les noms de célan, célerin, pilchard, royan, sarda, sardinyola ou magne. C'est la seule espèce du genre Sardina.
Son nom provient de la Sardaigne car les Grecs avaient remarqué qu'elle abondait dans ses eaux côtières. Ce n'est pas une espèce considérée comme menacée, mais, conséquence de la surpêche, elle a fortement régressé dans une grande partie de son aire de répartition où elle a été très abondante jusqu'au début du XXe siècle. Entre 2006 et 2016, en Méditerranée, la biomasse des sardines a été divisée par trois, passant de 200 000 à moins de 67 000 tonnes.
La régression des sardines a des effets sur les réseaux trophiques et la structure des écosystèmes. Sa disparition pourrait contribuer à l'extension des zones marines mortes. De plus, certains scientifiques pensent que restaurer leurs populations pourrait contribuer à améliorer l'état des eaux, et notamment limiter les émissions de méthane (puissant gaz à effet de serre) des zones très dégradées (dystrophisées).

## Description
Mesurant au plus une vingtaine de centimètres de long, la sardine possède un ventre argenté et un dos bleuté. Elle se caractérise par :

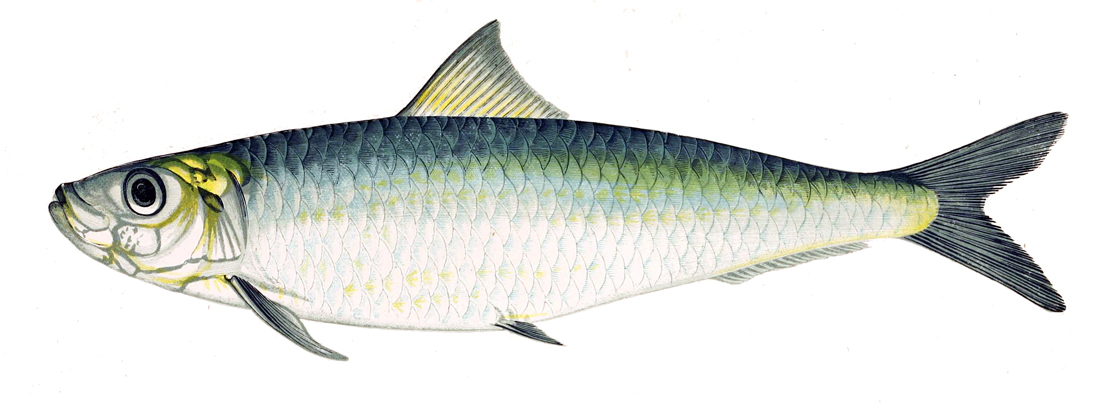
Sardina pilchardus.

- un opercule strié (contrairement aux espèces de sardinelles d'ailleurs),
- des taches sombres sur le dos et de manière moindre sur les flancs,
- une carène ventrale peu aiguë,
- des écailles sessiles,
- les deux derniers rayons de l’arête anale plus longs.

## Lieux de vie et lieux de pêche
Ce poisson vit :

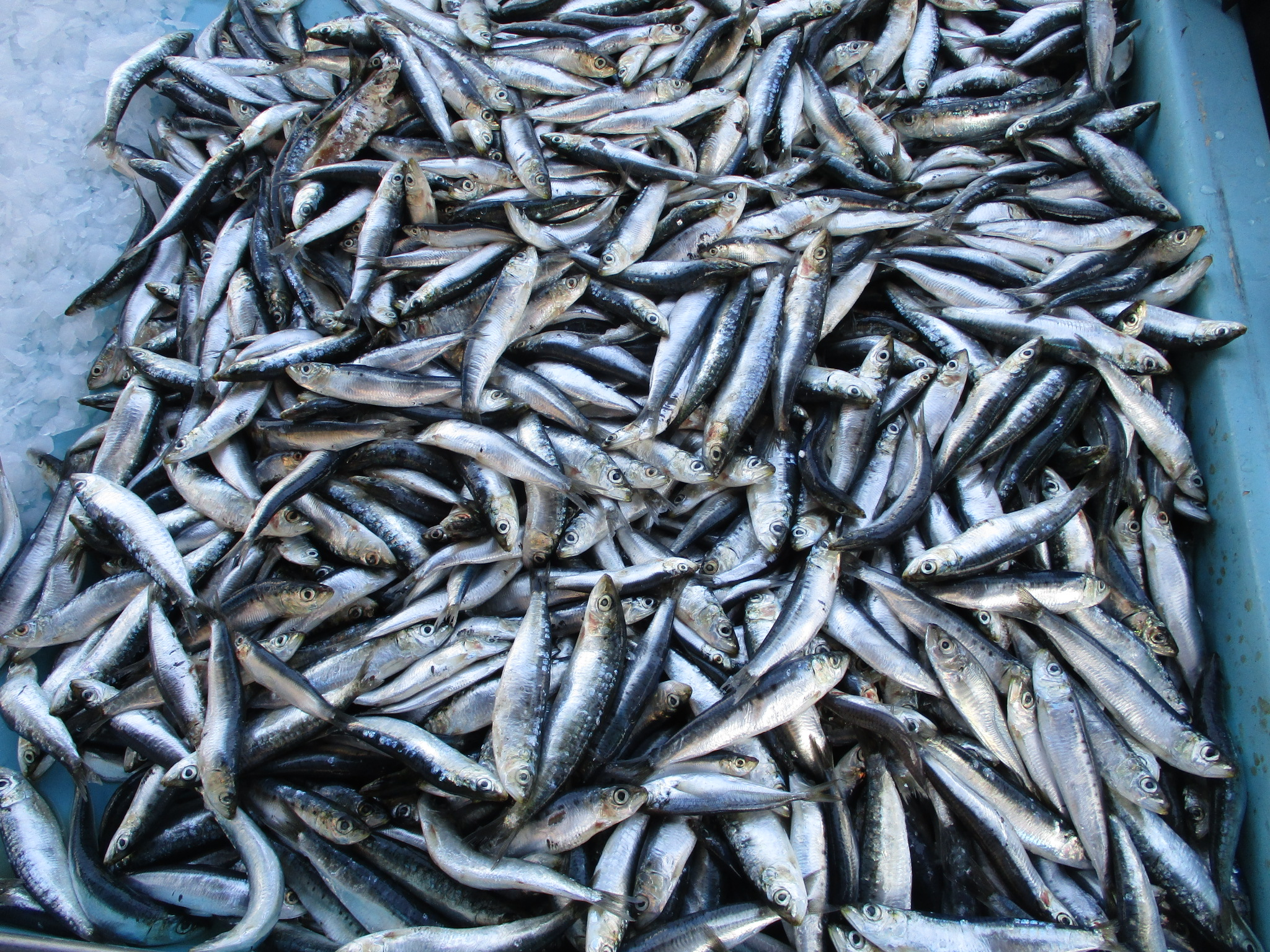
Sardines fraîches du marché aux poissons du Vieux-Port de Marseille.

- en Méditerranée où il est le second poisson le plus pêché (16 %) parmi les « petits pélagiques » (qui constituent 50 % de la pêche totale), loin derrière l'anchois (Engraulis encrasicolus) qui constitue 59 % des captures de petits pélagiques[4]. Au début des années 2000, pour la Méditerranée les scientifiques ont recommandé de ne pas augmenter l'effort de pêche (tableau B5.1 ; Observations et recommandations ; Évaluations présentées à la réunion du SAC (2001–2004)[4],[5]. De plus, il y vit moins longtemps, devient plus petit et plus maigre en raison de la modification du plancton, sa source de nourriture. La population de copépodes, principale composante de ce plancton, se réduit sans que la cause profonde soit connue[6].
- dans presque tout l'Atlantique nord, de l'Irlande jusqu'aux Açores, en zone tropicale (devant le Sénégal et la Mauritanie) et entre les côtes Atlantique Marocaine et Européenne en zone pélagique côtière de 15 à 35 m de profondeur.

C'est au Maroc plus de 62 % du tonnage débarqué par la flotte côtière du pays, mais pour seulement environ 10 % de la valeur marchande du total débarqué. Le stock de sardines traditionnellement prélevé au nord d'El Ayoun est considéré par la FAO comme « intensément exploité » et celui situé entre les caps Bojador et Barbas est « pleinement exploité », ce qui pose la question de la surexploitation et de durabilité de cette pêche dans cette zone.

Quelques navires sardiniers traditionnels
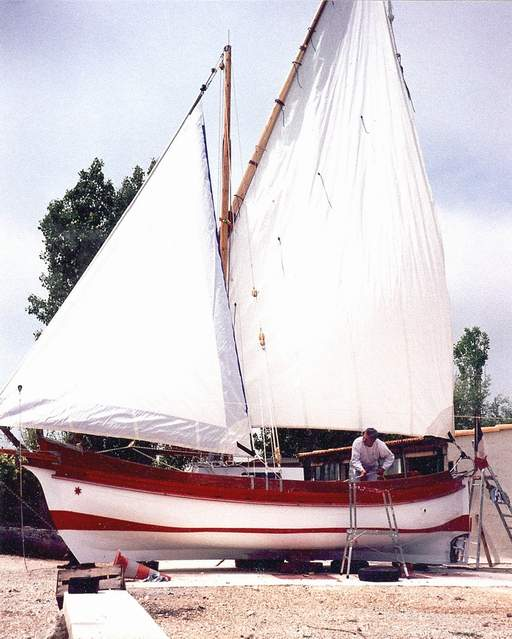
Mourre de pouar  du vieux-Port de Marseille.
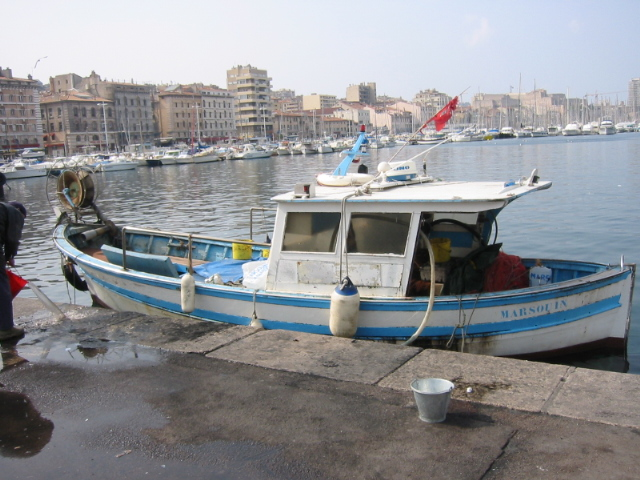
Pointu traditionnel du marché aux poissons du Vieux-Port de Marseille.
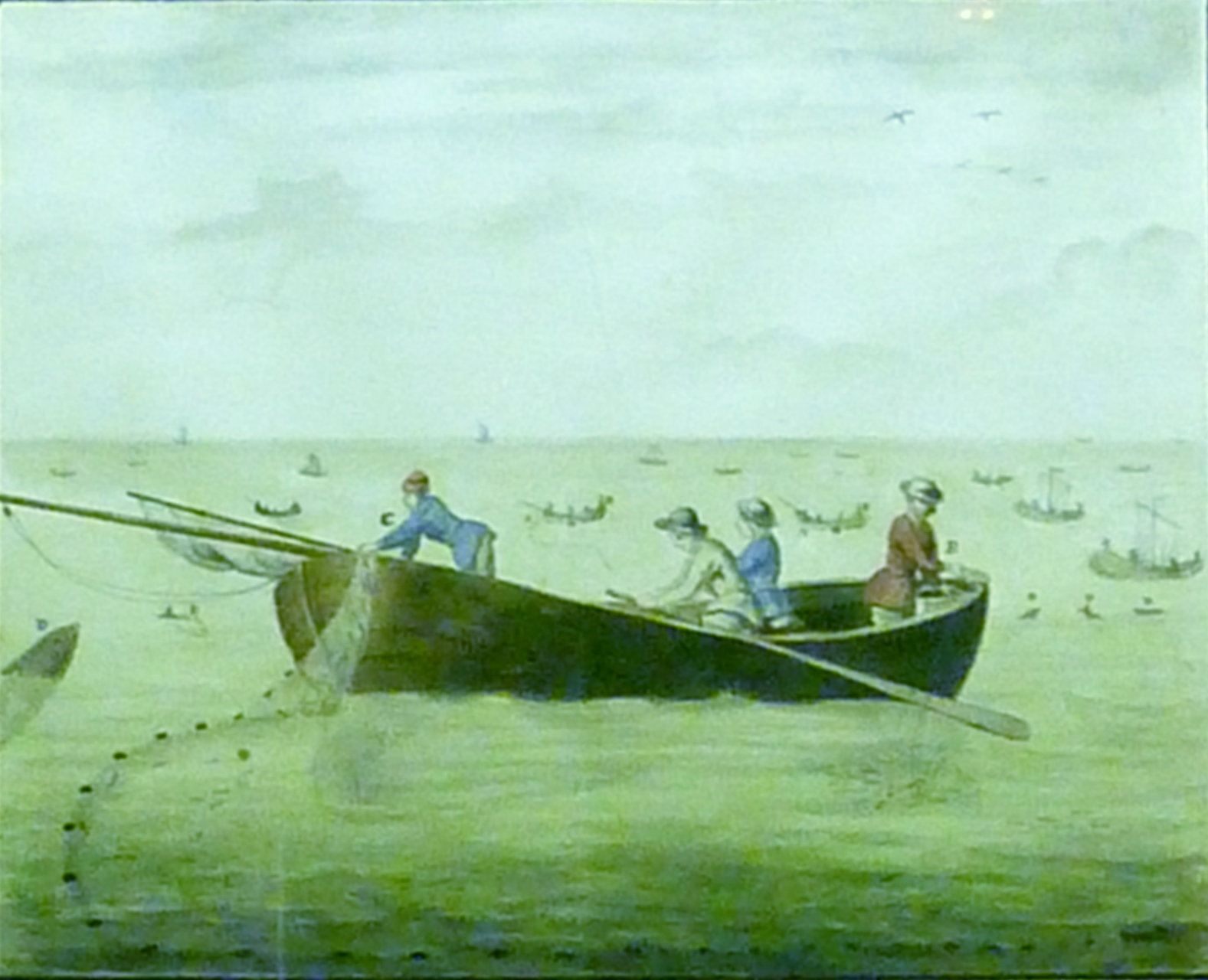
Christophe-Paul de Robien : Pesche de la sardine (dessin aquarellé sur papier, 1756).
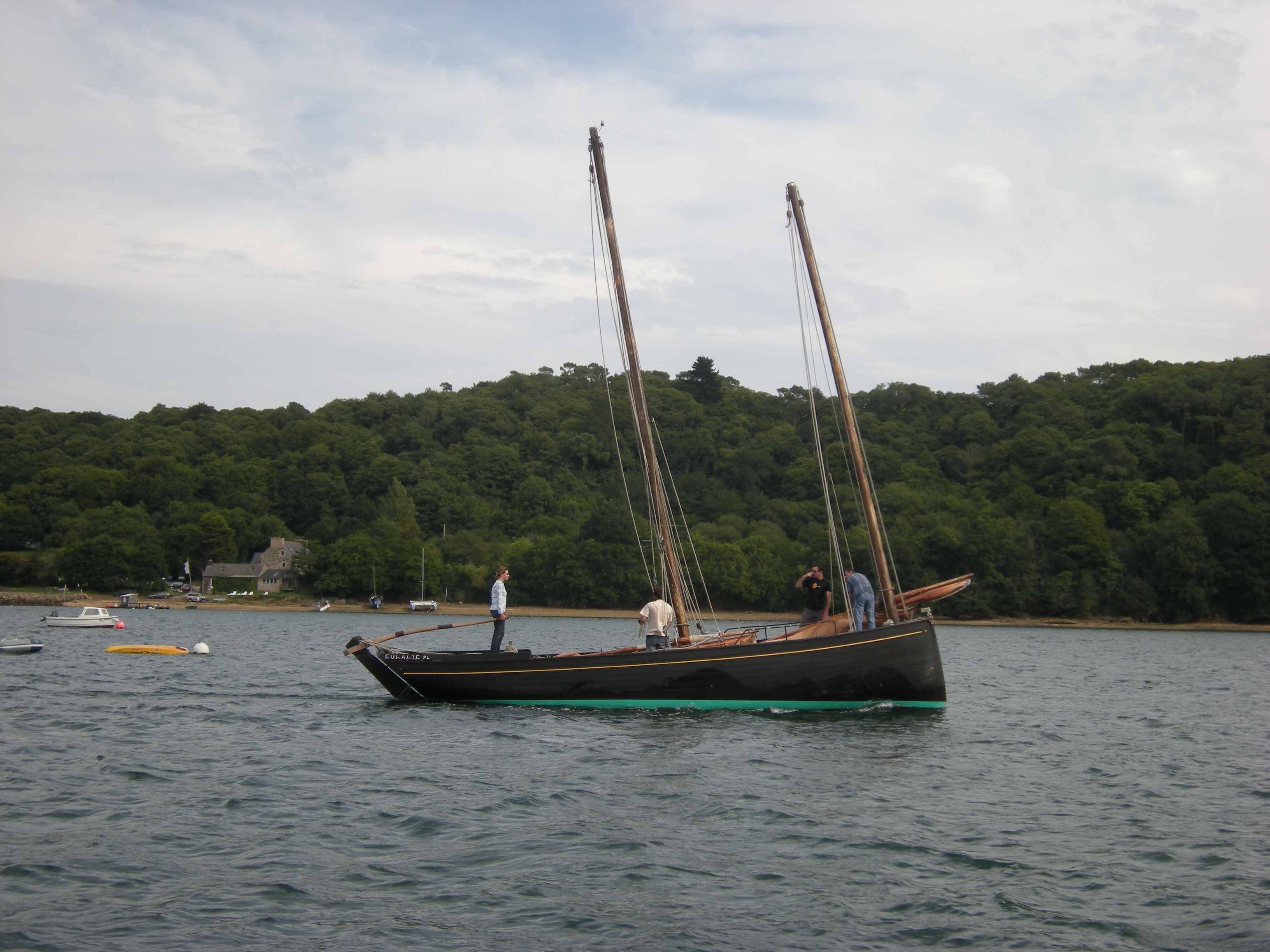
Chaloupe sardinière Eulalie de Douarnenez en Bretagne.
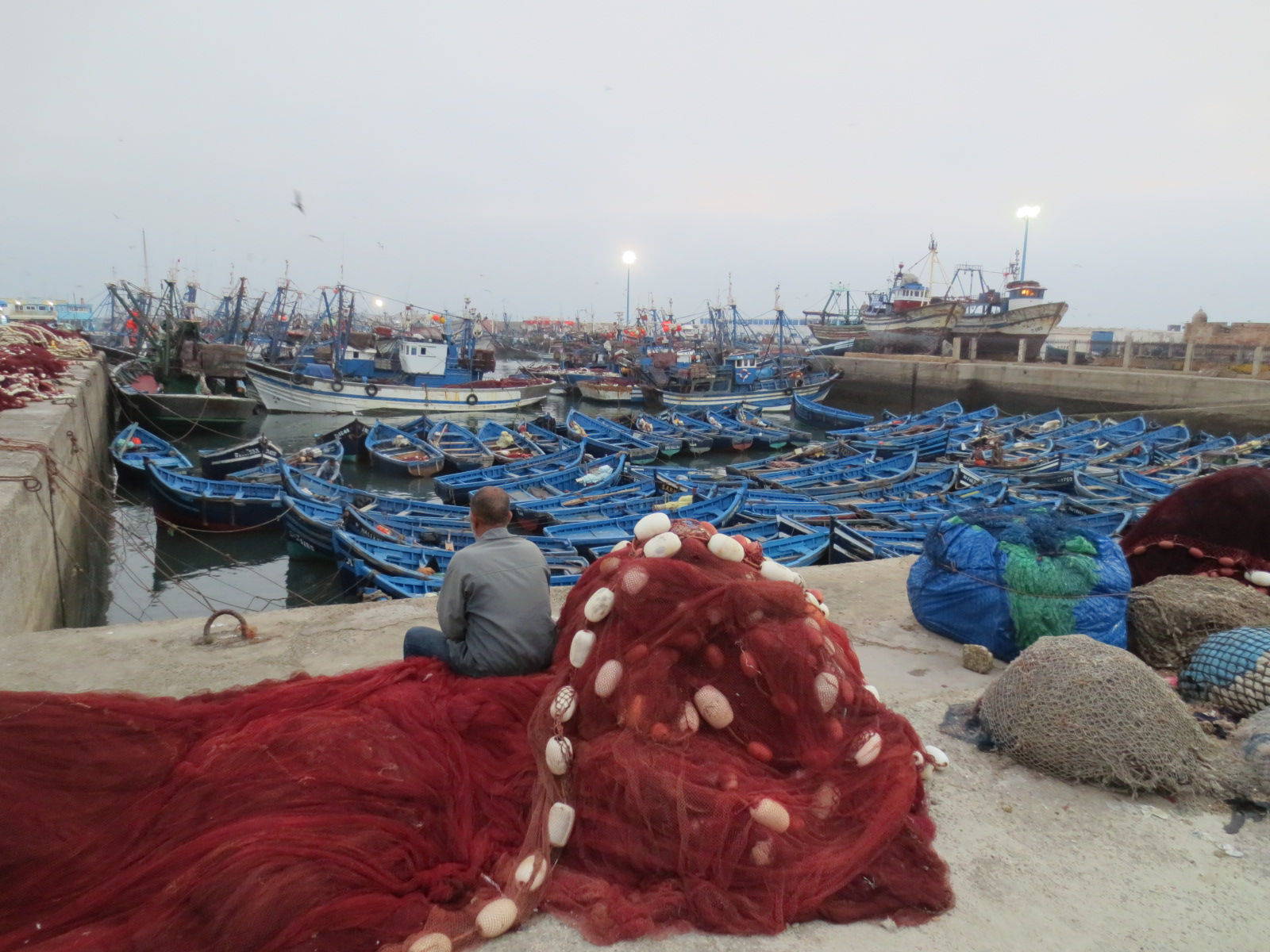
Flotte traditionnelle de sardiniers du port d'Essaouira au Maroc.

## Mode de vie
La sardine évolue au large, au sein de bancs parfois très compacts, entre 10 et 50 m sous la surface.

Bancs de sardines
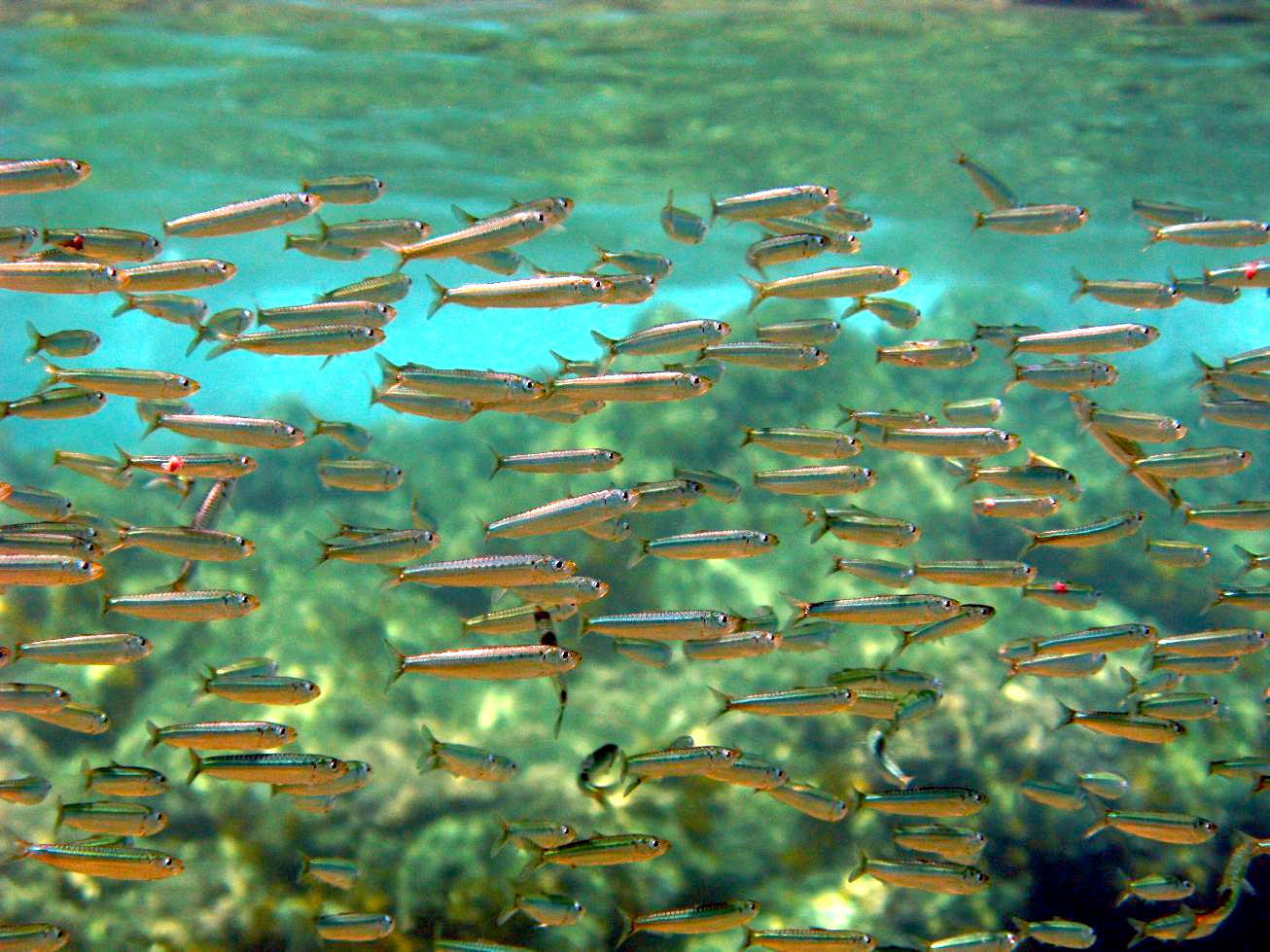
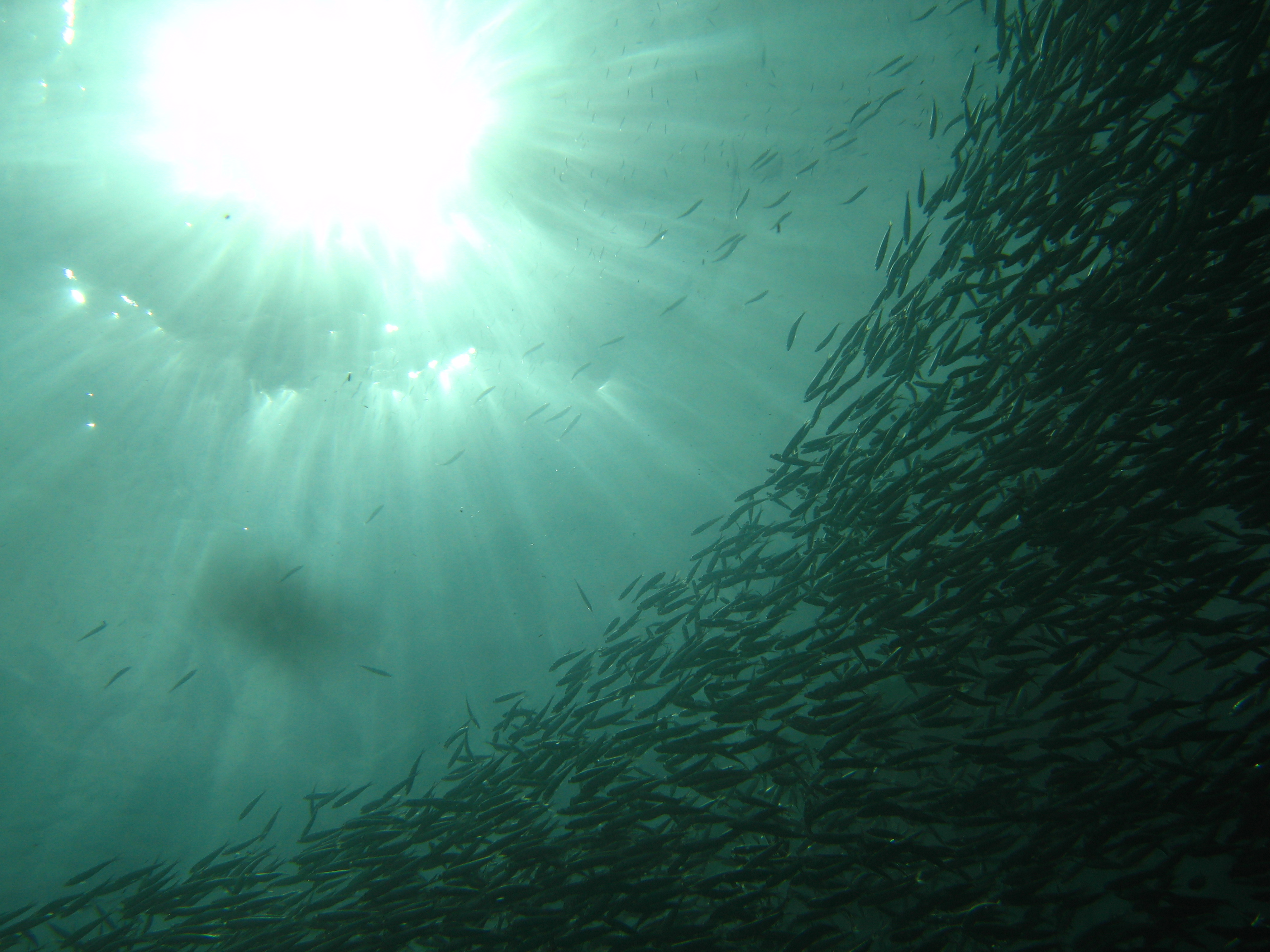
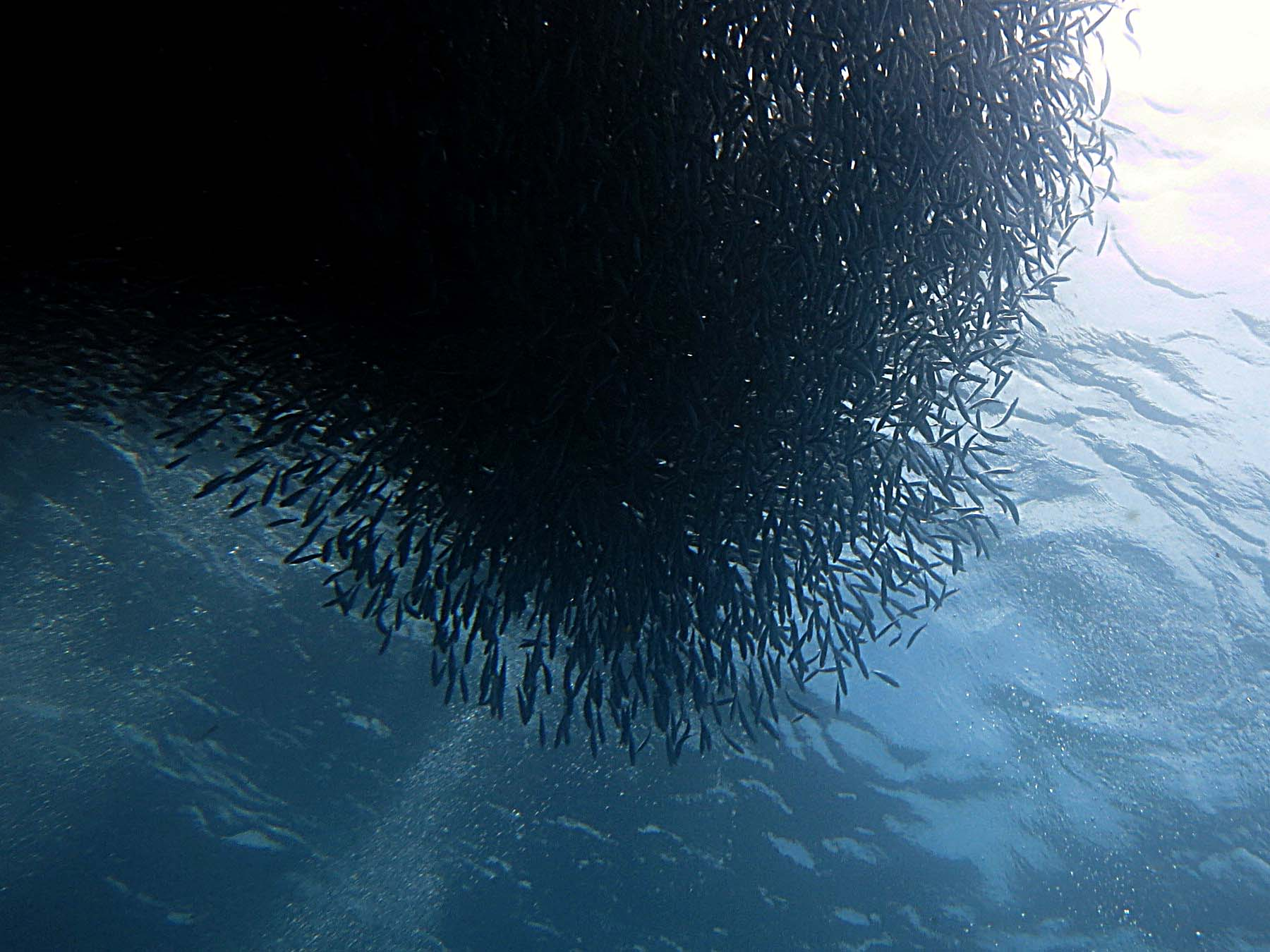

## Reproduction
La reproduction a lieu en haute mer et peut advenir toute l'année, avec une période maximale en fin d'automne et début d'hiver au large de l'Afrique. Dans cette zone la maturité sexuelle semble atteinte à 16,3 ± 0,31 cm pour les mâles et à 17,5 ± 0,35 cm pour les femelles qui se reproduisent dans une eau dont la température est de 16,3 °C à 18,9 °C (avec certaines variations annuelles). La réussite de la reproduction dépend aussi des remontées d'eau froide (upwellings en anglais),,. Après une phase planctonique, les alevins rejoignent les côtes au printemps, et y restent jusqu'au début de l'hiver.

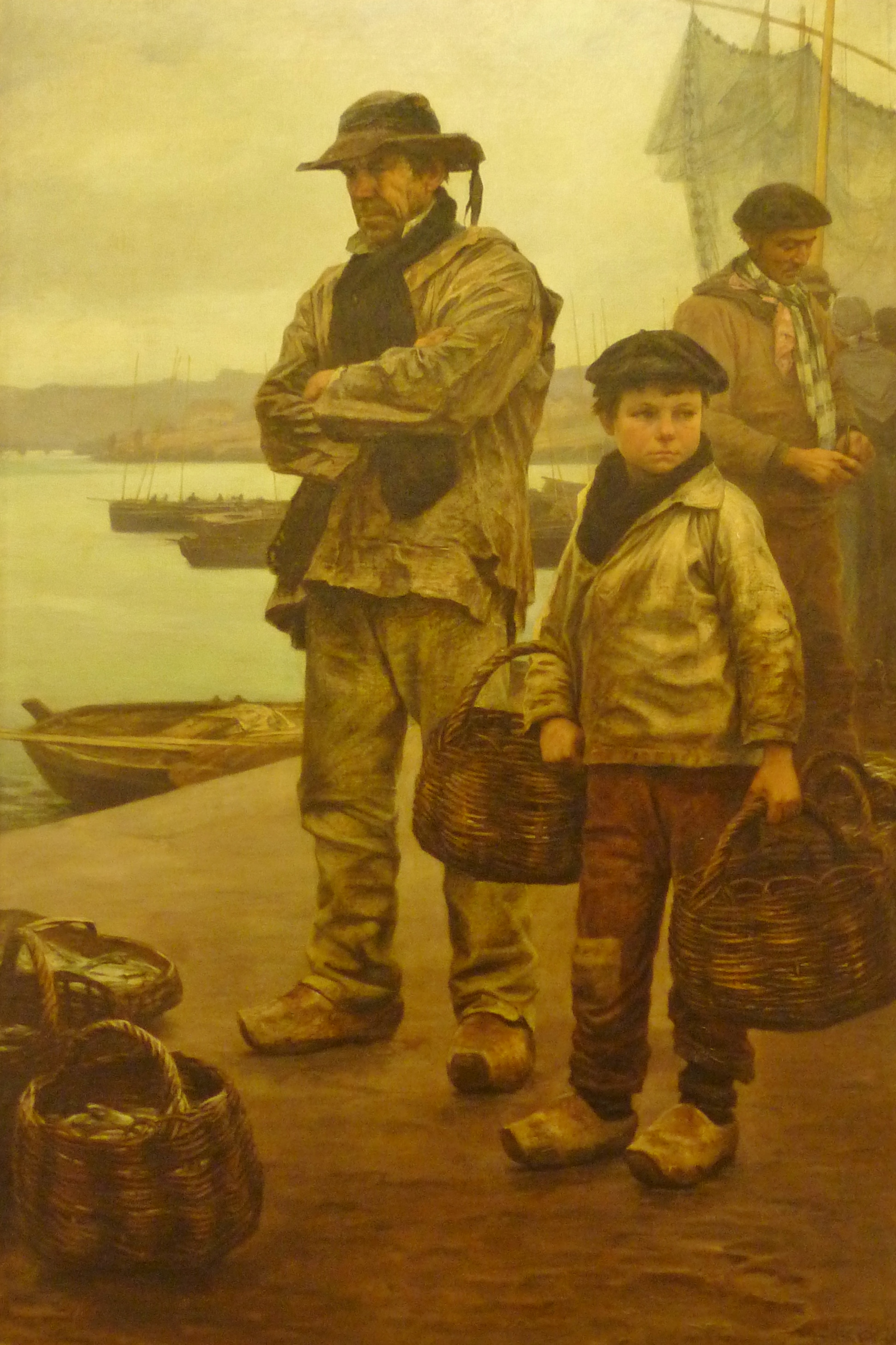
Achille Granchi-Taylor : Marins paysans sardiniers (1899, huile sur toile, musée des Beaux-Arts de Morlaix en Bretagne).

## Alimentation
La sardine se nourrit de plancton, d'œufs et de larves de crustacés.

## Histoire
La pêche à la sardine remonte à la préhistoire, l'homme utilisant des lignes à appât pour la capturer. Les sardines font partie des poissons que Columelle recommande de saler et que, par ailleurs, les Romains utilisent pour faire du garum. Les sardines séchées font partie de l'alimentation des légions romaines.
C'est un poisson bon marché, riche en oméga-3, phosphore, vitamine B3 et vitamine B6. On peut la conserver dans l'huile durant plusieurs années (voire décennies) dans une boîte conditionnée par l'industrie sardinière, comme c'était le cas en Bretagne dans la seconde moitié du XIXe siècle et la première moitié du XXe siècle.
À Douarnenez, elle a fait vivre plusieurs milliers de pêcheurs et ouvrières de conserveries. Douarnenez fut longtemps le premier port de pêche 
mondial de la sardine, et précurseur en matière de conserverie industrielle de 
poissons[réf. nécessaire].
La technique de pêche employait des chaloupes sardinières avec des filets maillants, plus tard remplacées par des bolincheurs. De plus en plus, les bolinches ou lamparos traditionnels sont remplacés par les chaluts pélagiques.

## Les conserveries de sardines: l'exemple de la Bretagne

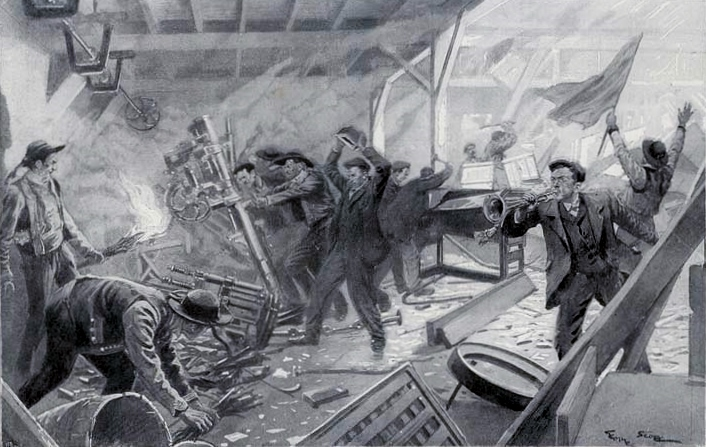
Mise à sac d'une conserverie en juillet 1902 à Douarnenez en raison du refus par les ouvriers soudeurs de l'utilisation de machines à sertir (sertisseuses) qui menacent leur emploi (revue L'Illustration du 21 janvier 1903).

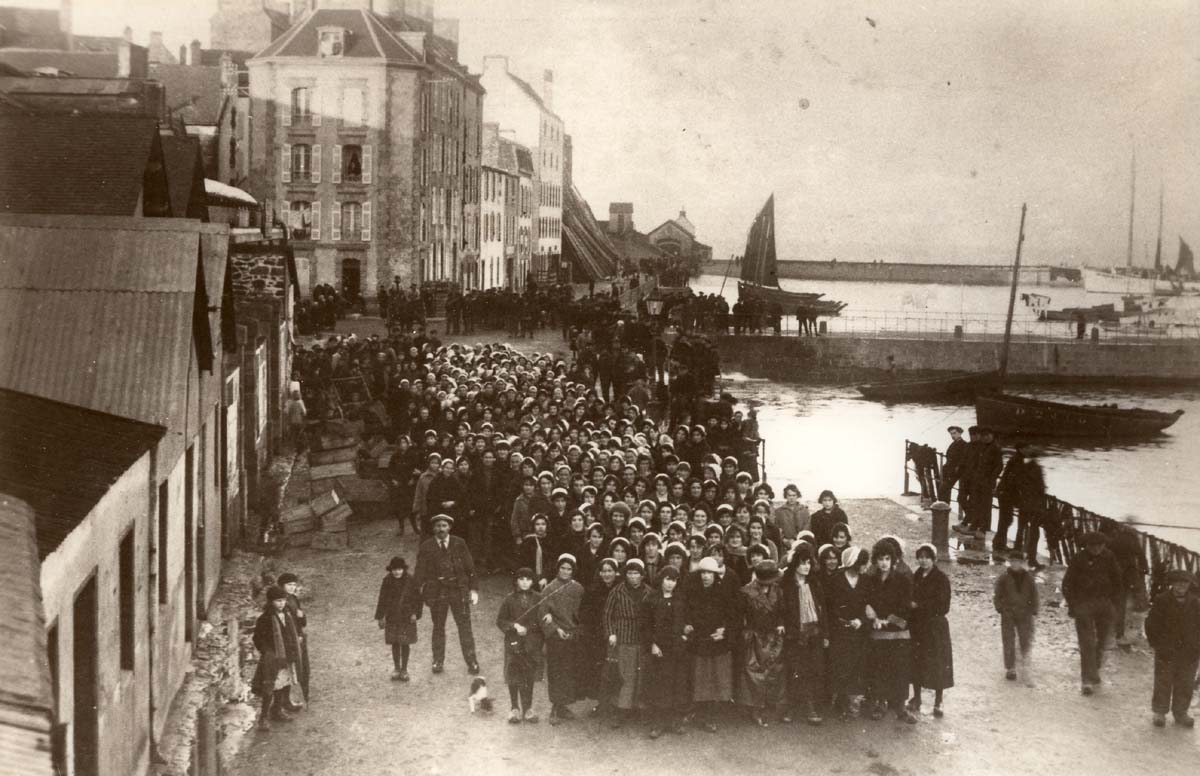
Douarnenez : grève des sardinières, le 20 novembre 1924.

Le poisson était traditionnellement conservé par séchage ou par salage. En 1795 Nicolas Appert met au point une technique de conservation en stérilisant des bouteilles étanches, c'est l'appertisation ; le premier atelier de fabrication de conserves de poissons est ouvert à Nantes en 1824 par les frères Colin. Dans les années 1840-1850 l'autoclave est mis au point et des usines de conserves essaiment, souvent grâce à des capitaux nantais, tout le long de la côte sud de la Bretagne. Dans la décennie 1880 la sardine déserte les côtes bretonnes et les usiniers français vont chercher le poisson plus au sud, ouvrant des conserveries en Espagne et au Portugal. Entre 1902 et 1908 une nouvelle crise liée à la raréfaction de la sardine plonge la Bretagne côtière dans la misère, alors que les conserveries plus méridionales prospèrent. En 1909 la sardine est de retour sur les côtes bretonnes, mais les patrons tentent d'imposer de nouvelles machines, les sertisseuses, afin de réduire les coûts ; l'emploi des ouvriers soudeurs est menacé et les émeutes font rage dans les ports de pêche bretons. Une certaine prospérité revient pendant la Première Guerre mondiale en raison des débouchés offerts par la guerre (fourniture aux armées). Alors que des bateaux à moteur commencent à remplacer les traditionnels bateaux à voile, l'Entre-deux-guerres connaît des mouvements sociaux dans les conserveries, notamment en 1925-1926 dans le Pays bigouden, à Douarnenez et à Concarneau où les sardinières (ouvrières d'usines) se mettent en grève, réclamant d'être payées 1,25 franc de l'heure. Dans la décennie 1930 la sardine bretonne s'exporte de plus en plus difficilement en raison de la crise économique de 1929, et de l'essor du protectionnisme qui fait perdre notamment le marché anglais, le Royaume-Uni ayant augmenté considérablement ses droits de douane. Après la Seconde Guerre mondiale, les conserveries se modernisent, mais deviennent de moins en mois nombreuses, les conserveries familiales ferment les unes après les autres, par exemple la conserverie Alexis Le Gall de Loctudy.

## Gastronomie

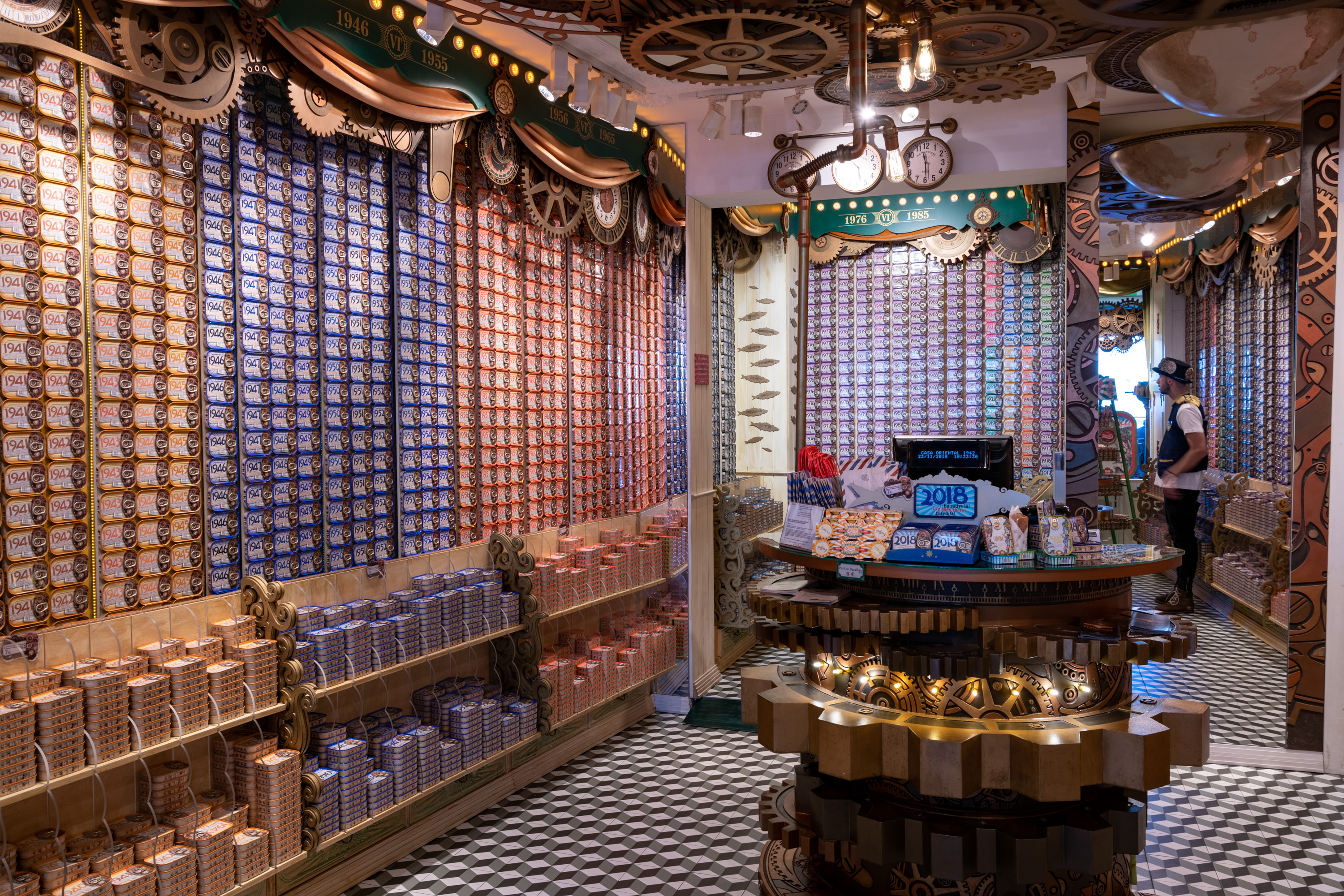
Commerce traditionnel de sardine de Porto au Portugal.

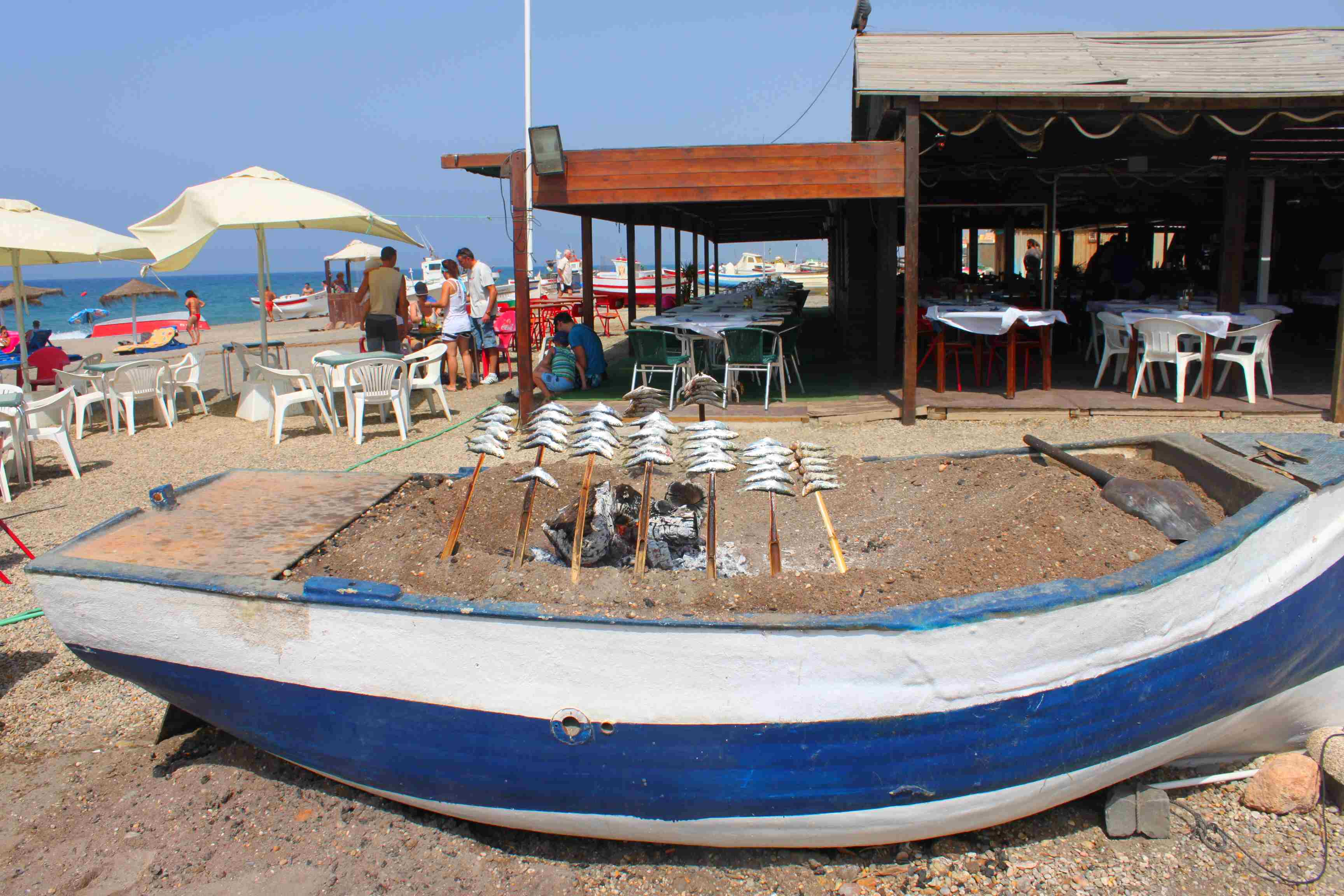
Sardines grillées sur la plages d'Almería en Andalousie.

La sardine peut se préparer au barbecue. Les avis sont partagés quant à la nécessité de la vider et de l'écailler avant de la griller, quoique pour les plus grosses le vidage s'avère nécessaire pour éviter que les tripes du poisson ne parfument trop la chair. On peut également les cuire en friture. Les arêtes de la sardine sont très petites et souples, et peuvent être mangées sans problème.
Selon la tradition les sardines à l'huile sont parées à la main, frites, séchées, rangées une à une dans la boîte métallique puis recouvertes d'huile d'olive vierge extra. Des sardines de qualité se bonifient avec le temps et atteindront leur pleine saveur confites au bout de dix longues années d'affinage.
En Belgique, on appelle « pilchards » les sardines en conserve préparées à la sauce tomate (par opposition aux sardines qui sont les classiques sardines à l’huile décrites ci-dessus). Les pilchards sont traditionnellement emballés dans des boites à conserve de forme ovale.
On appelle « royan » (ou « sardine de Royan ») un type réputé de sardine pêché depuis le milieu du XVIIIe siècle dans le golfe de Gascogne (et avant cela exclusivement dans le port de Royan, d'où son nom). Le terme n'est toutefois pas une AOC.

Quelques recettes de cuisine à la sardine
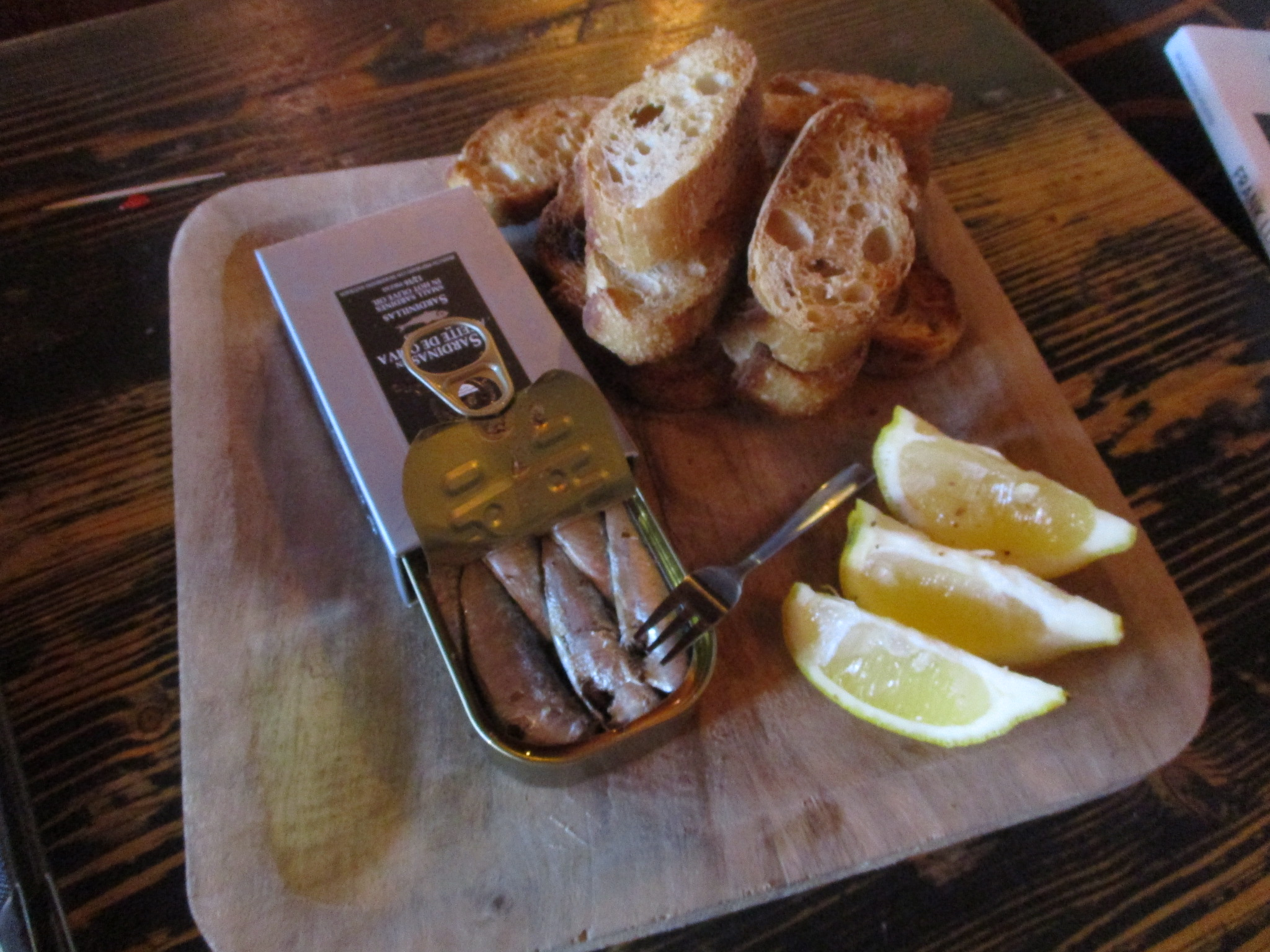
Dégustation de conserve de sardines sur pain grillé.
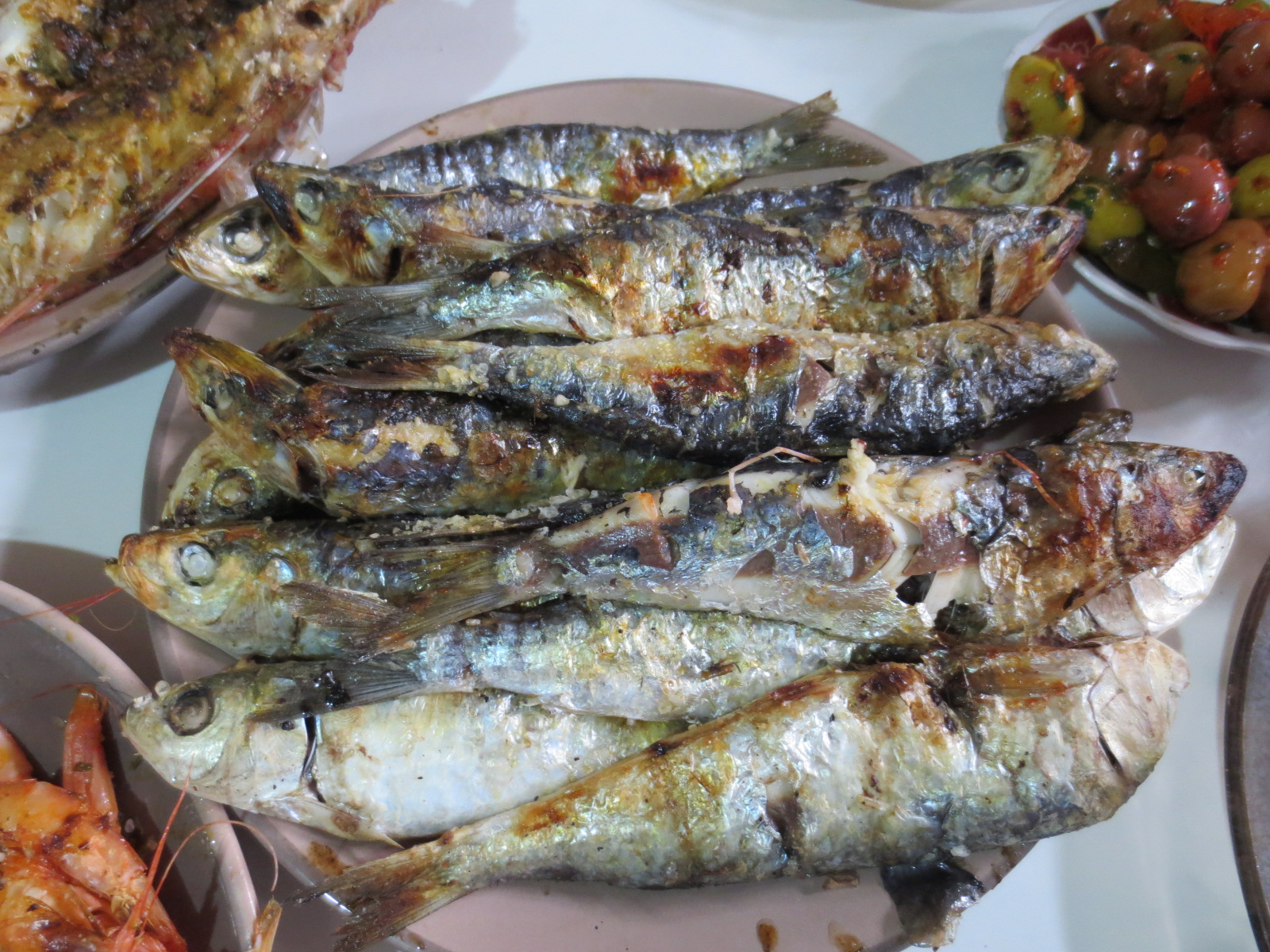
Sardinade.
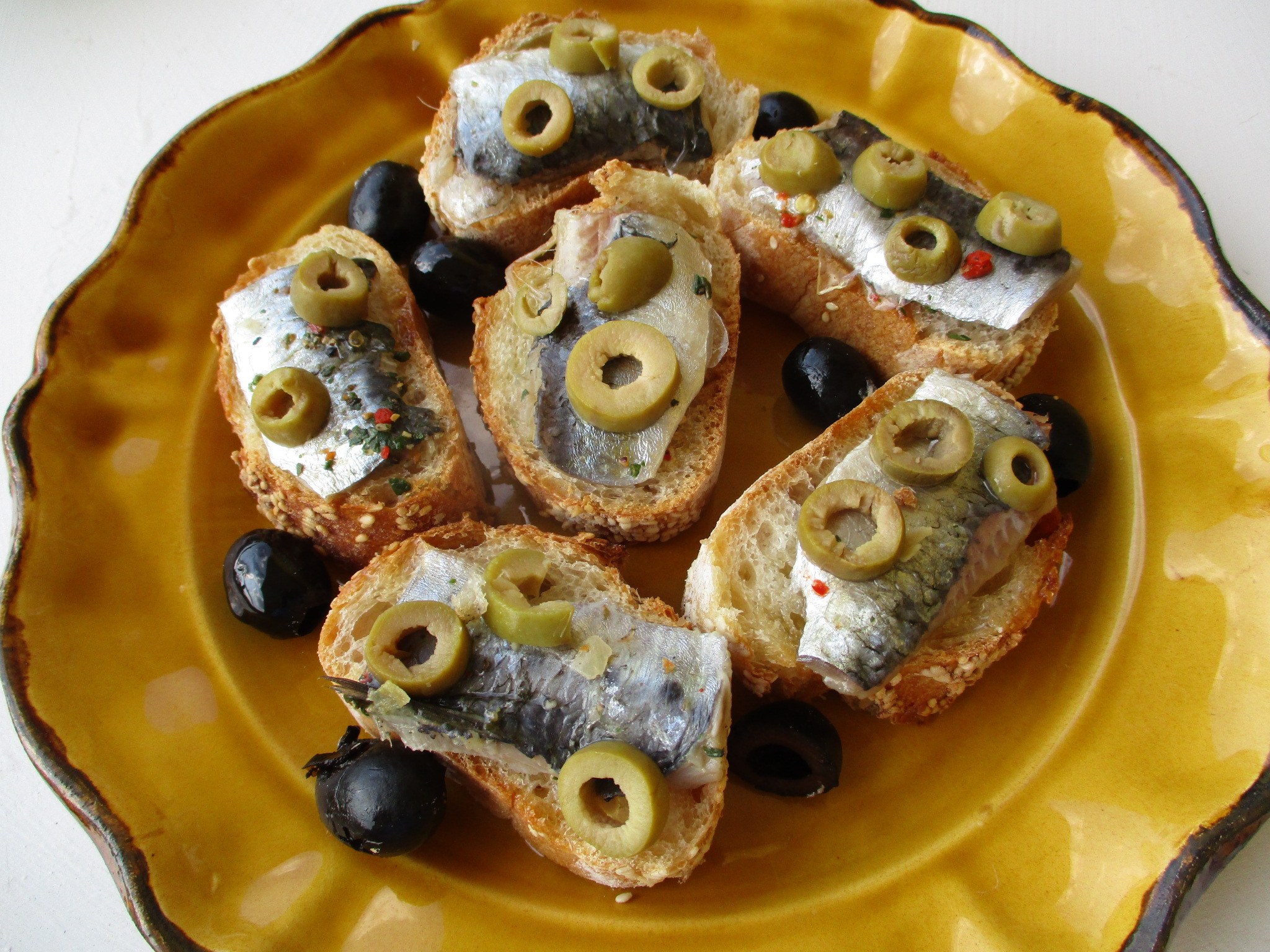
Bruschetta de sardine.
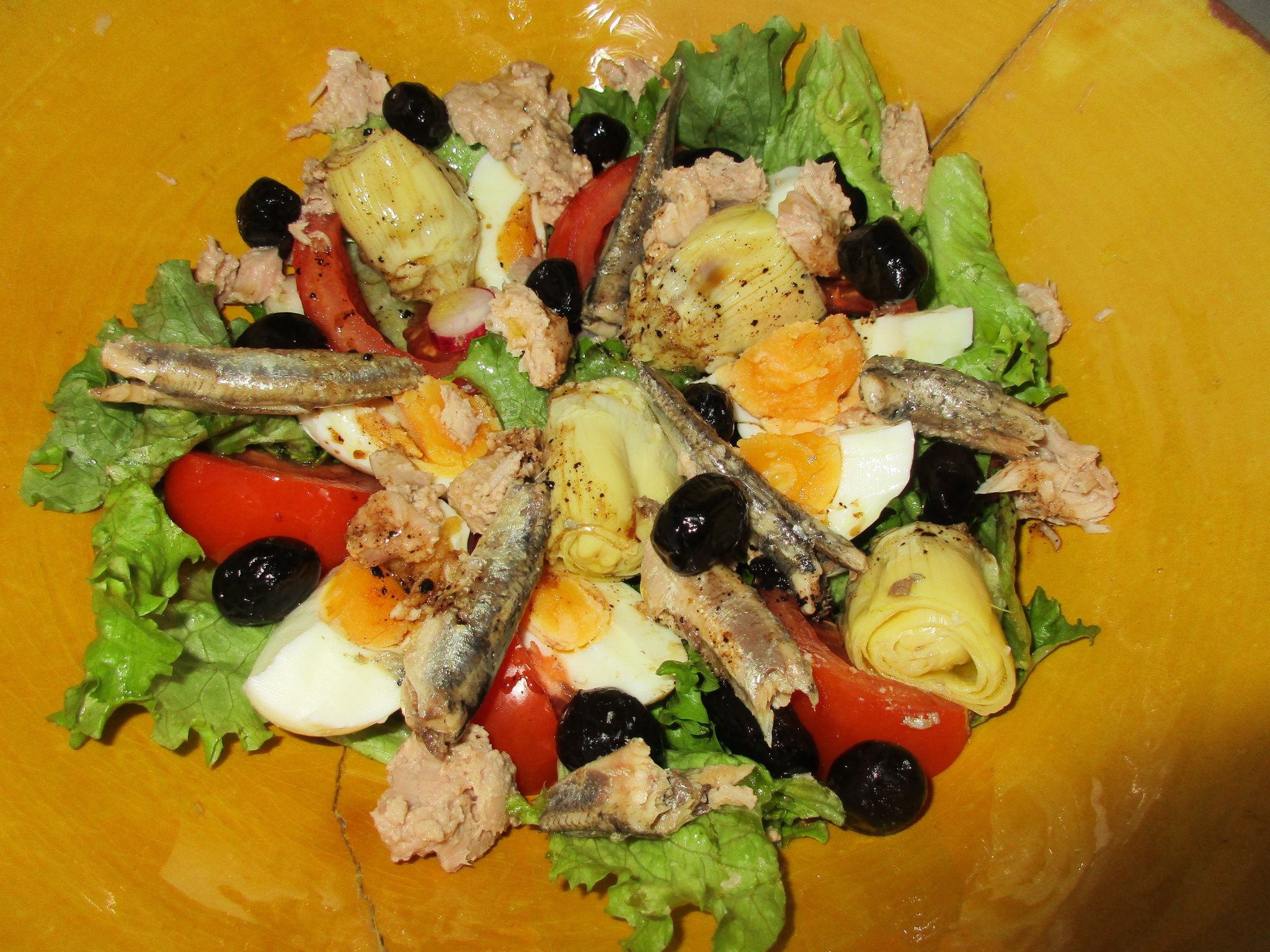
Salade niçoise à la sardine.
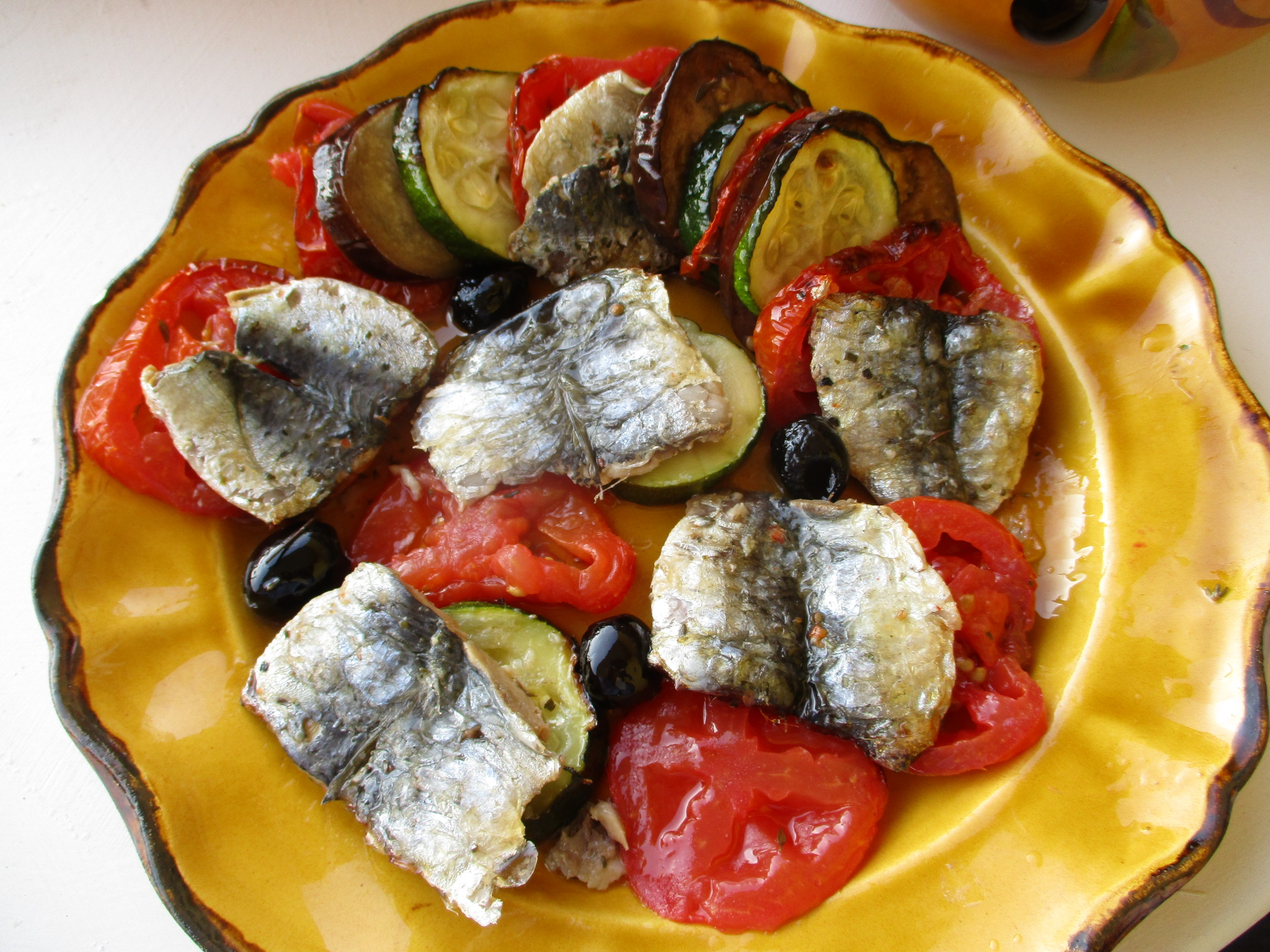
Tian provençal de sardine.
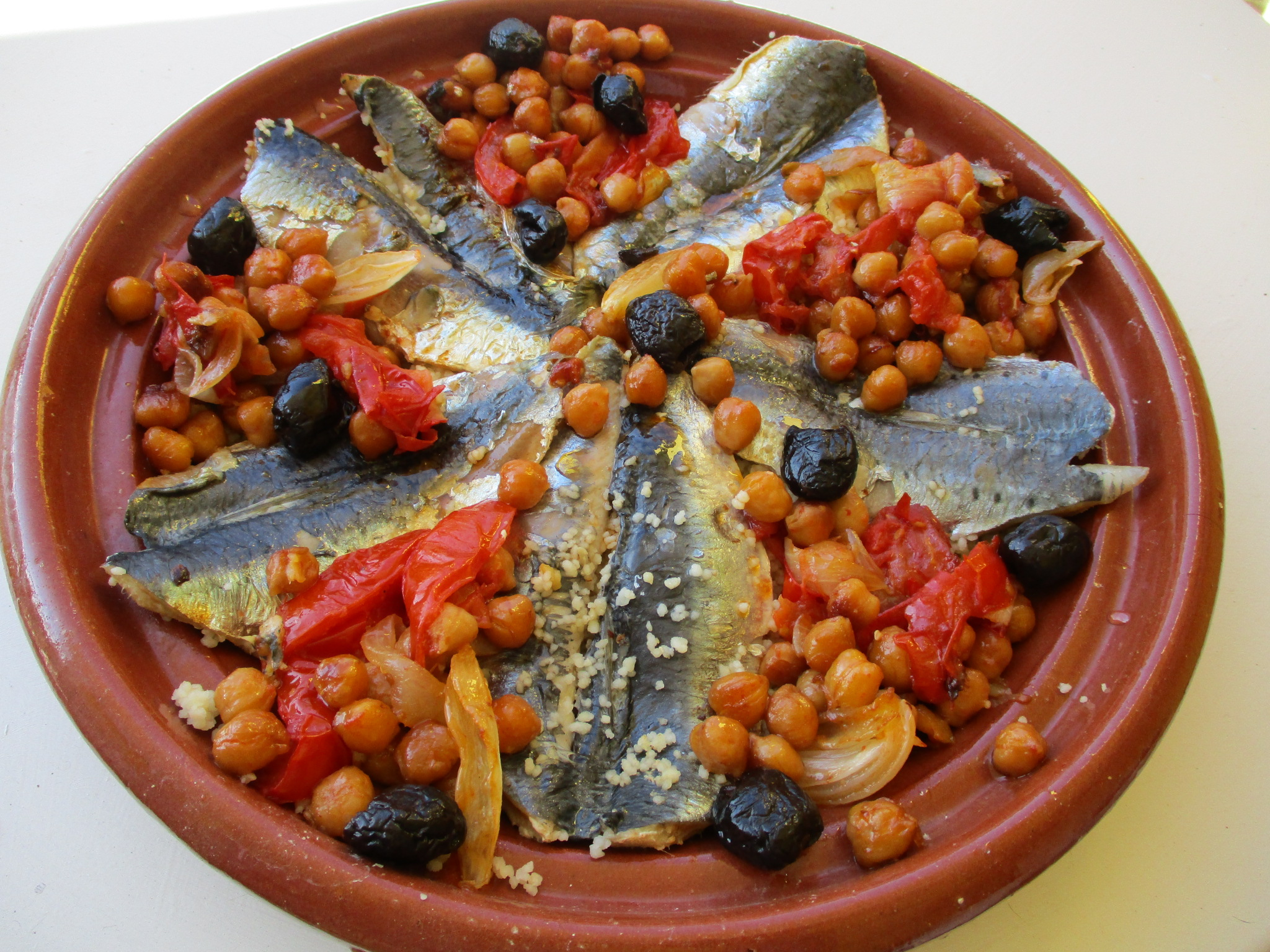
Couscous façon tajine à la sardine.
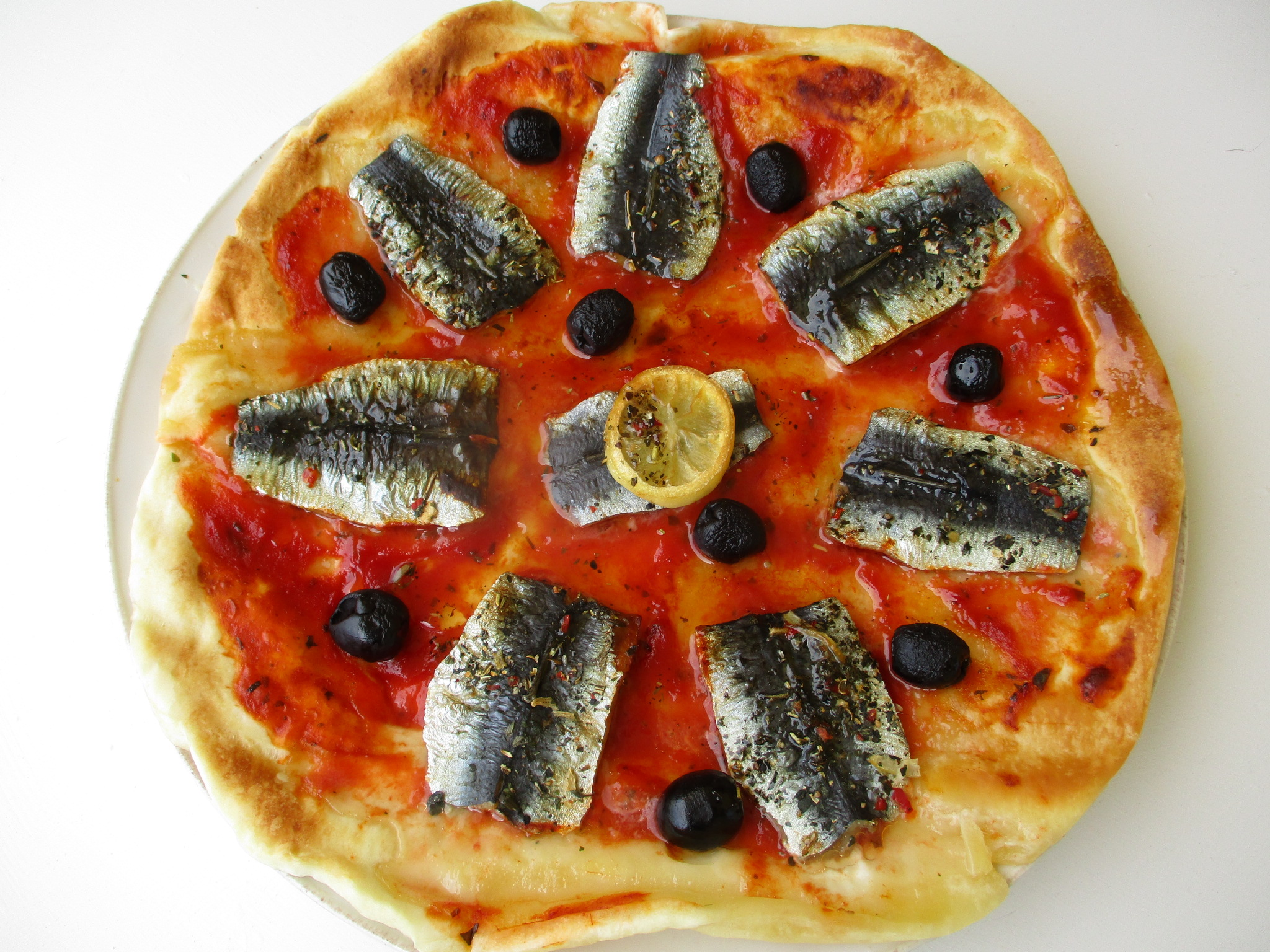
Pizza à la sardine.
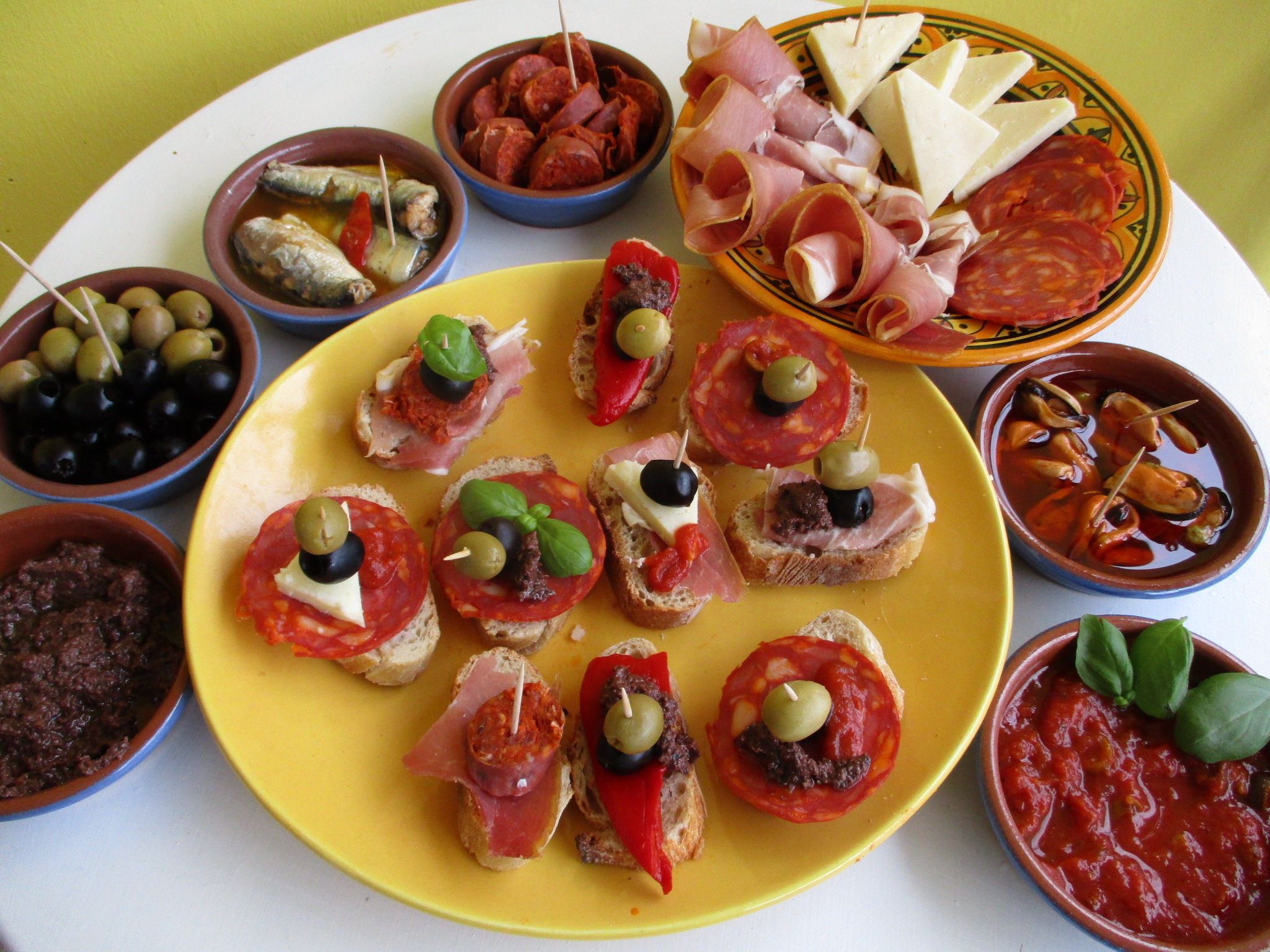
Avec des tapas de la cuisine espagnole.
Tapas sardine-tomate.
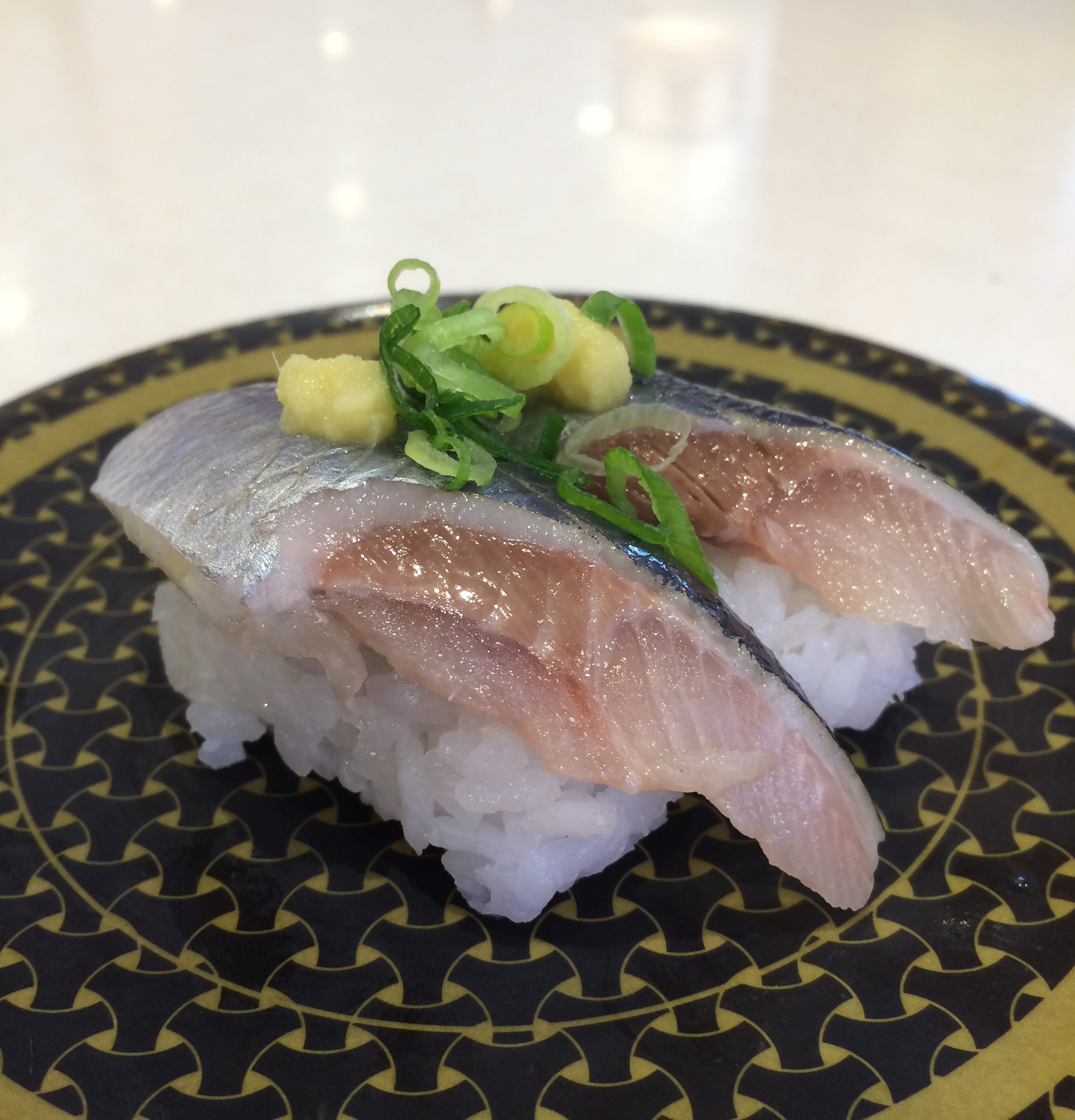
Sushi et sashimi à la sardine de la cuisine japonaise.

## Musique
- 2006 : Les Sardines, chanson humoristique de Patrick Sébastien.
- 2007 : The Hot Sardines (les sardines chaudes, en français) groupe de jazz franco-américain, formé à New York en 2007.